# Museo Fernando García Ponce - MACAY
El Museo Fernando García Ponce - MACAY es un recinto museográfico dedicado al arte contemporáneo, pictórico y escultórico, ubicado en Mérida, Yucatán, México. Está situado en la Plaza Mayor de la capital yucateca, en el corazón de su centro histórico, contiguo a la Catedral de San Ildefonso.

## El edificio, valor histórico
El inmueble con gran valor histórico para la ciudad de Mérida se encuentra en el centro histórico, contiguo a la Catedral de Yucatán, dedicada a San Ildefonso, la catedral más antigua de América. 
La construcción original del llamado Ateneo, de donde proviene el nombre del museo, tuvo un uso religioso. La construcción se inició entre 1573 y 1579, por orden de fray Diego de Landa, Obispo de la provincia de Yucatán; sin embargo, es hasta el obispado de fray Gonzalo Salazar 1608-1636 (no confundir con Gonzalo de Salazar, Capitán General de la Nueva España), que fue terminada la edificación y dedicada a la sede del Palacio Arzobispal.
Como muchos de los edificios coloniales en Yucatán, la construcción de estilo franciscano era muy sobria y de un piso. Con el transcurso del tiempo el edificio fue transformado hasta alcanzar su arquitectura actual de estilo neoclásico afrancesado.
Albergó la capilla de San José y la del Santo Rosario durante el siglo XVII. Más tarde fue el Seminario Conciliar de Nuestra Señora del Rosario y de San Ildefonso. En el siglo XVIII bajo el arzobispado de fray Ignacio de Padilla y Estrada, se construyó el segundo piso. En el siglo XIX, fue la sede de la universidad superior llamada Colegio de San Ildefonso, alma mater de numerosos personajes históricos de Yucatán.
Ya en el siglo XX, durante el gobierno del general Salvador Alvarado, en 1916 se autorizó la separación del edificio de la Catedral, habiéndose entonces construido el actual Pasaje de la Revolución entre ambos edificios, con techumbre de hierro y cristal, que más tarde habría sido demolida.
Salvador Alvarado convirtió el edificio en Ateneo donde la población tuvo acceso a clases de música, literatura y dibujo, aunque una parte del mismo fue destinada también para menesteres oficiales. Hoy se ve en la fachada "Ateneo Peninsular", bajo dos figuras femeninas representativas de las artes y el progreso.
A partir 1993, siendo gebernadora de Yucatán Dulce María Sauri Riancho, es rescatado el edificio del grave deterioro en el que se encontraba, restaurado e iniciada la instalación del museo, que se inauguró en 1994.

## El museo
En 1994, durante la administración de la gobernadora Dulce María Sauri y con la promoción de Carlos García Ponce, hermano del pintor abstracto Fernando García Ponce, parte de cuya obra se muestra en las salas del museo, fue inaugurado el MACAY
ocupando el edificio antes descrito, con la misión de promover la difusión del arte contemporáneo nacional e internacional. Dispone de una superficie total de 3,500 m², área en la que se desarrolla lo siguiente:
Quince salas para exposiciones temporales, dos galerías y cuatro salas con exhibiciones permanentes. En estas últimas se exhibe la obra de tres figuras estelares de la plástica yucateca: Fernando Castro Pacheco, Fernando García Ponce y Gabriel Ramírez Aznar.
Hay dos espacios interiores: el Jardín de las Tinajas y el Expoforo, este último con una capacidad para 500 personas sentadas. Ambos espacios son utilizados para presentaciones y actos públicos de diversa especie y, ocasionalmente, para ser añadidos a los espacios de exhibición.
Además cuenta con una biblioteca especializada en arte y una tienda de artesanías.

## El patrocinio
Organizado como un servicio a la comunidad, la entrada al museo es libre y por tanto su patrocinio proviene de tres fuentes principales: el gobierno del estado de Yucatán, el Ayuntamiento de la Ciudad de Mérida y una fundación (Fundación Cultural MACAY), presidida por Fernando Ponce García, que además tiene la encomienda de la administración y operación del museo.

## Las exhibiciones temporales
El museo presenta una muestra múltiple del talento pictórico y escultórico nacional mexicano. Reúne en sus salas de exhibición temporal muestras de la obra de diversos artistas nacionales y extranjeros.
Se presenta la obra de artistas locales que actúan normalmente como anfitriones de aquellos creadores foráneos -nacionales y extranjeros- cuya obra es presentada simultáneamente.

## Galería de imágenes

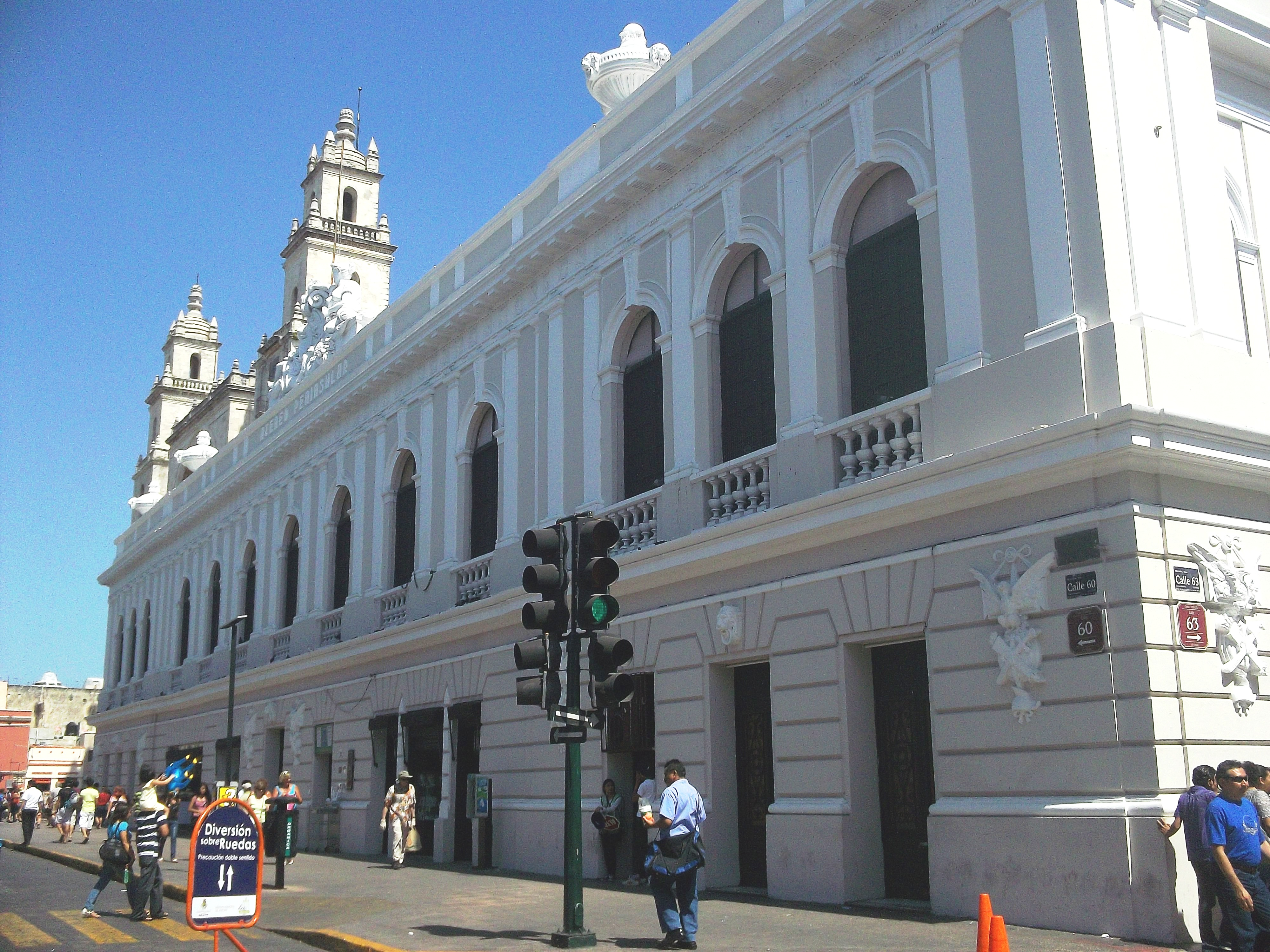
Museo de Arte Contemporáneo Ateneo de Yucatán.
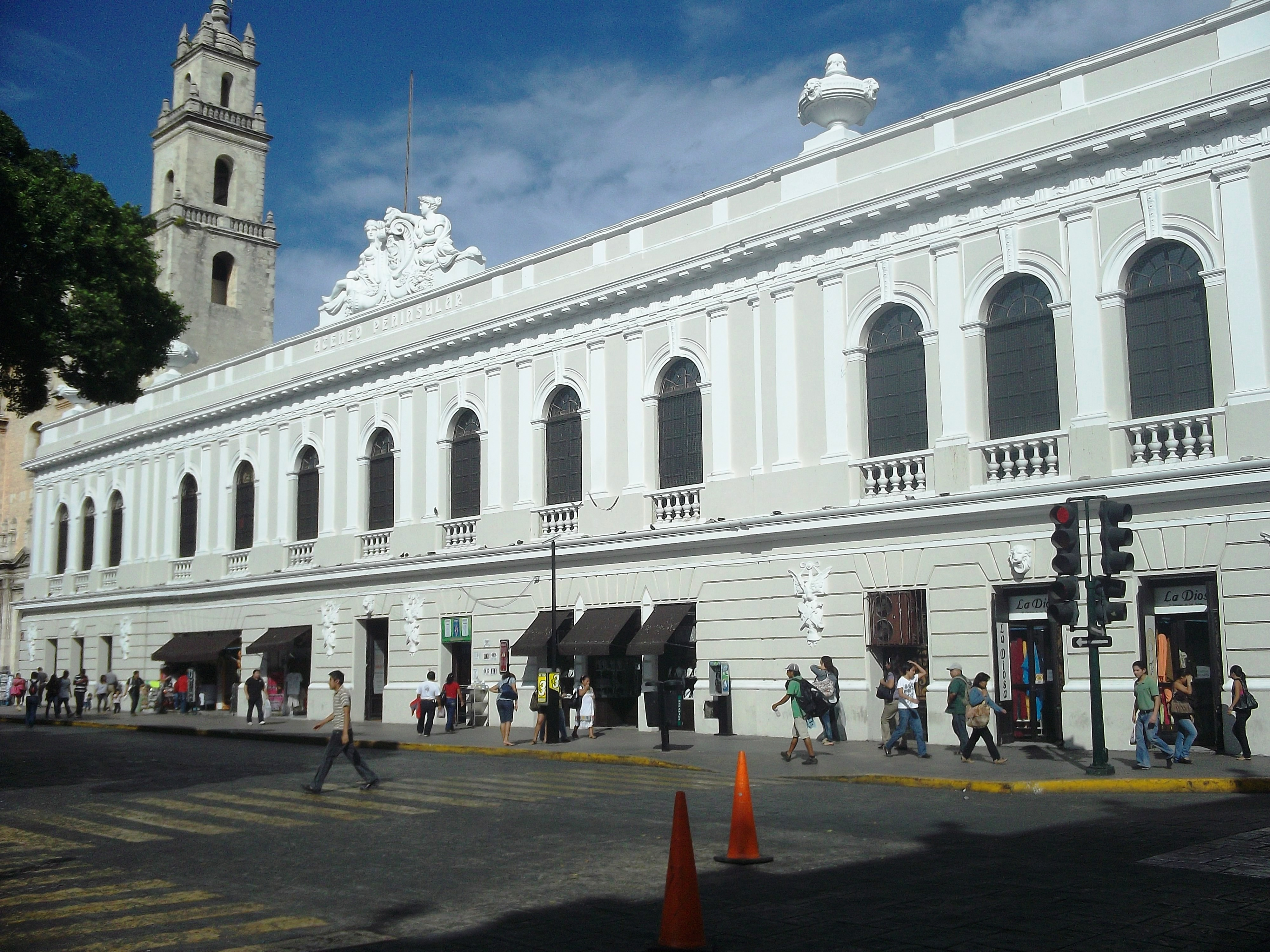
Museo de Arte Contemporáneo Ateneo de Yucatán.
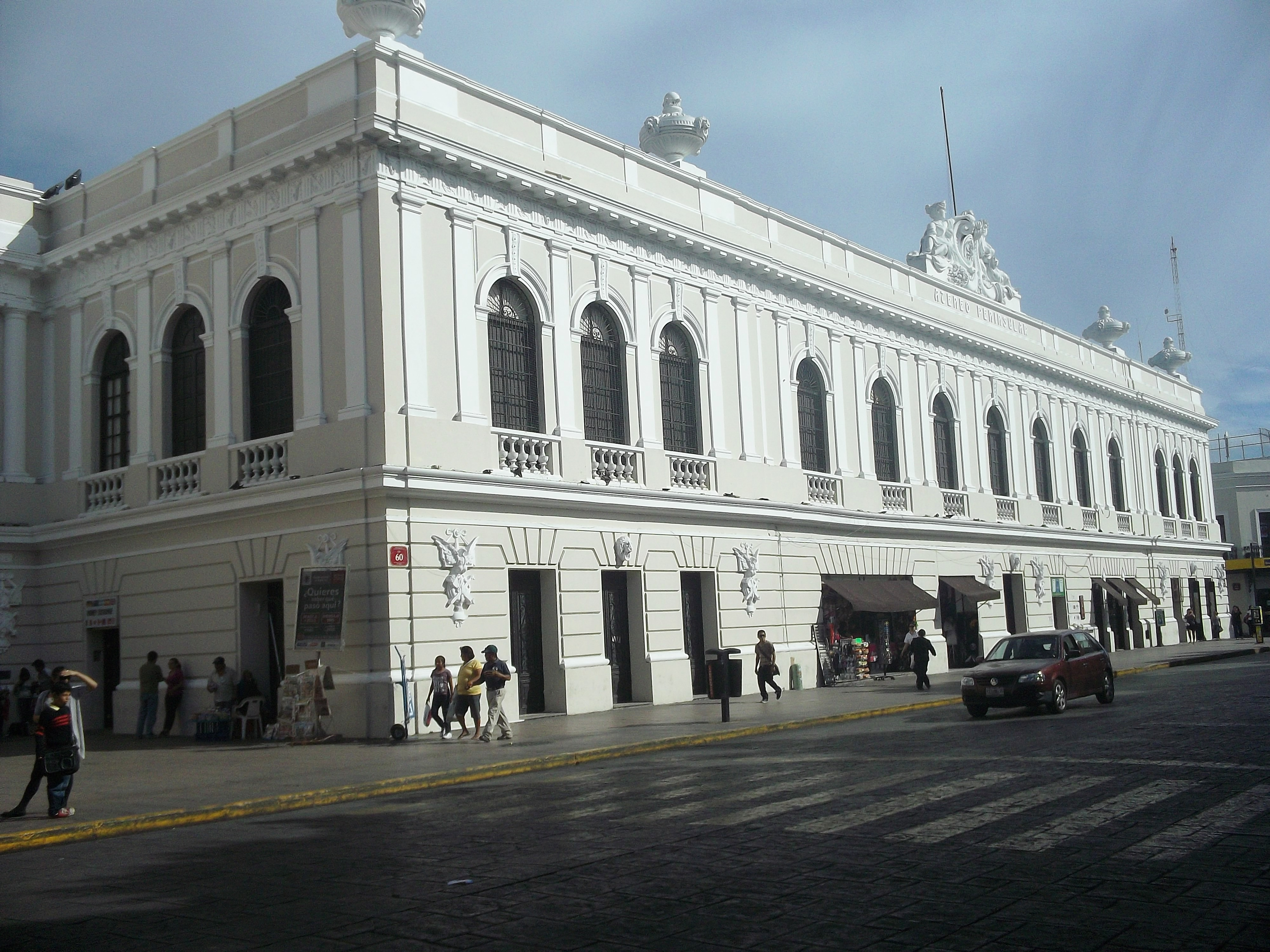
Museo de Arte Contemporáneo Ateneo de Yucatán.
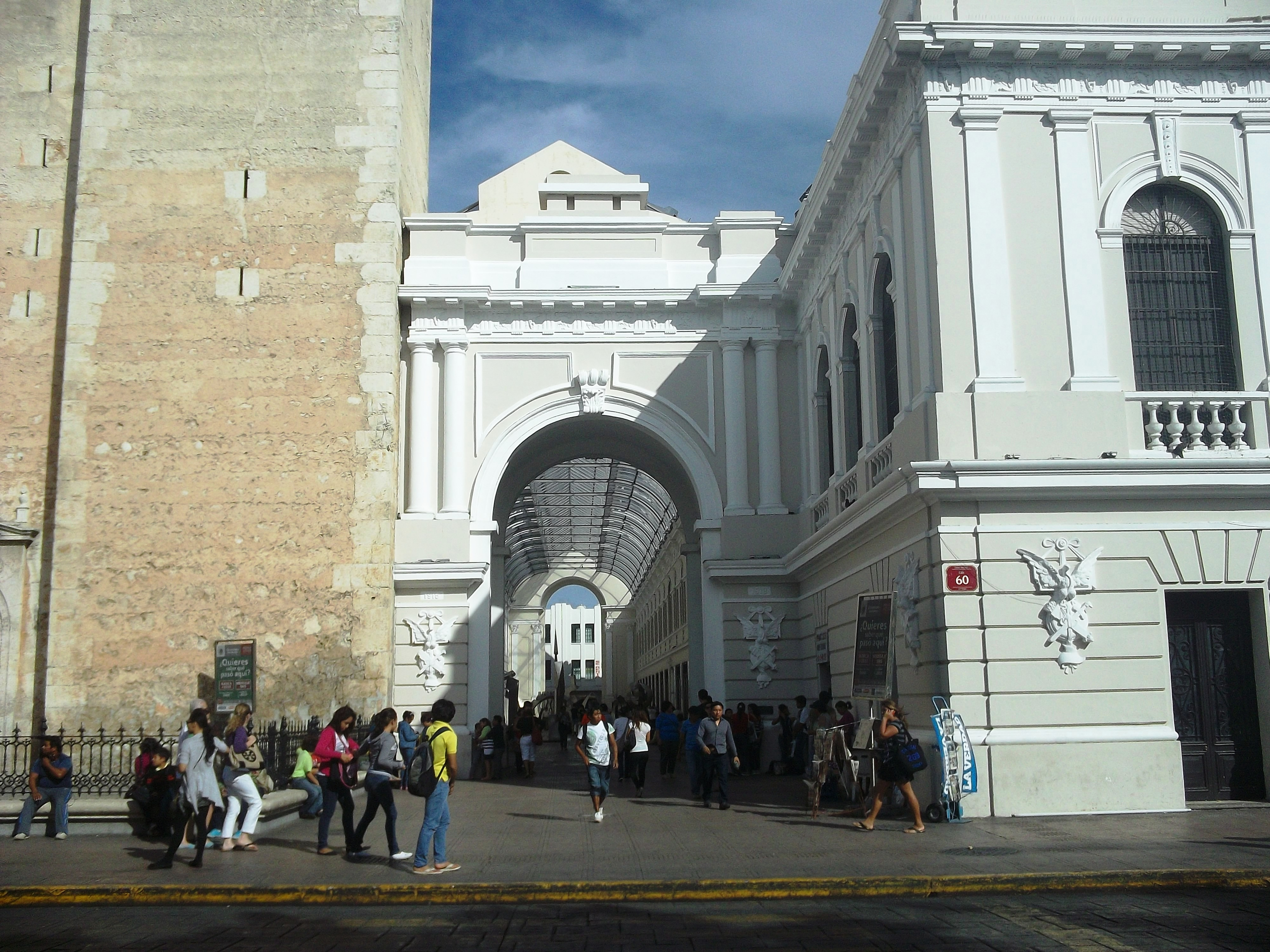
Pasaje de la Revolución.
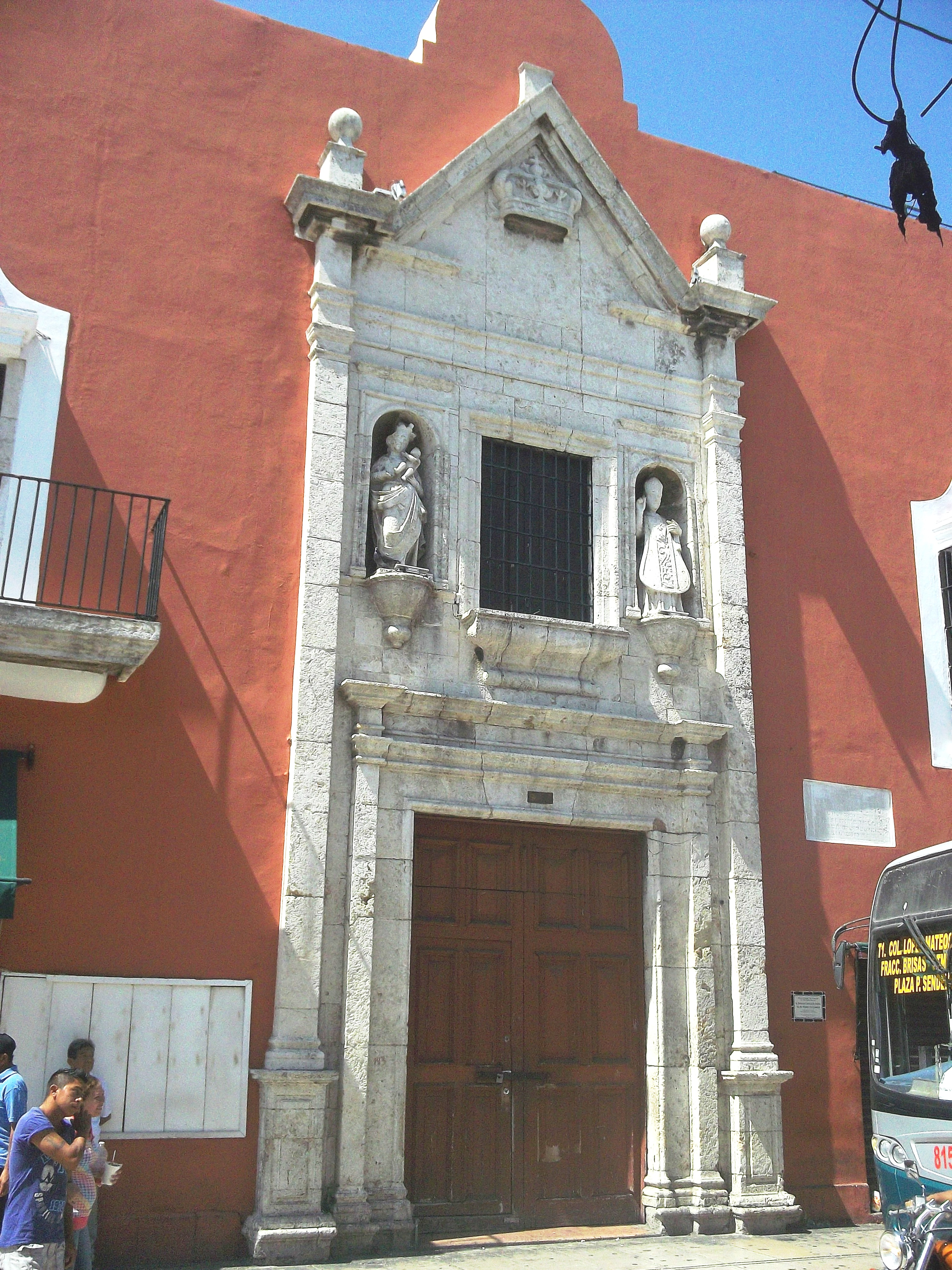
Antiguo Seminario Conciliar de Nuestra Señora del Rosario y San Ildefonso.
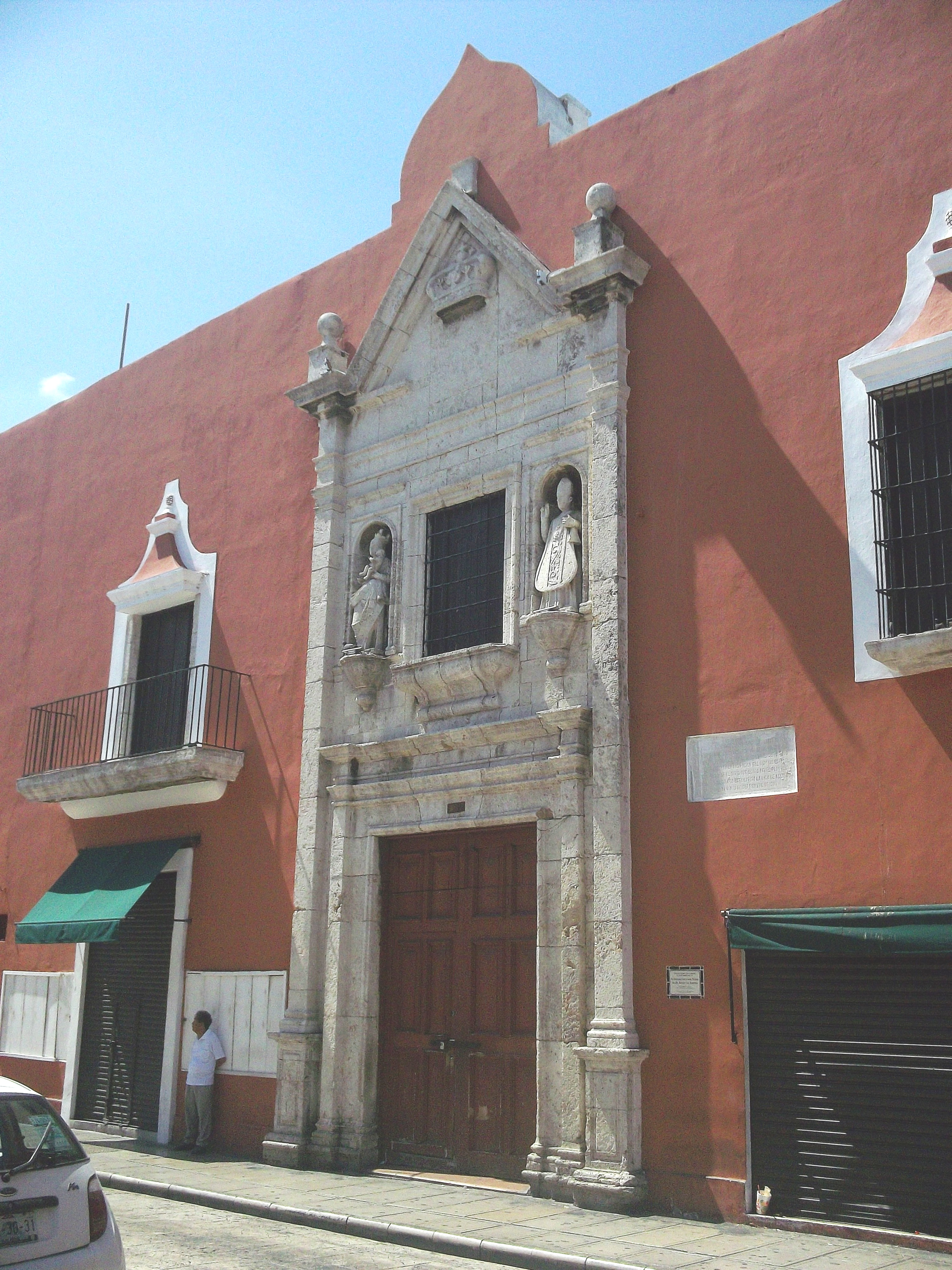
Antiguo Seminario Conciliar de Nuestra Señora del Rosario y San Ildefonso.
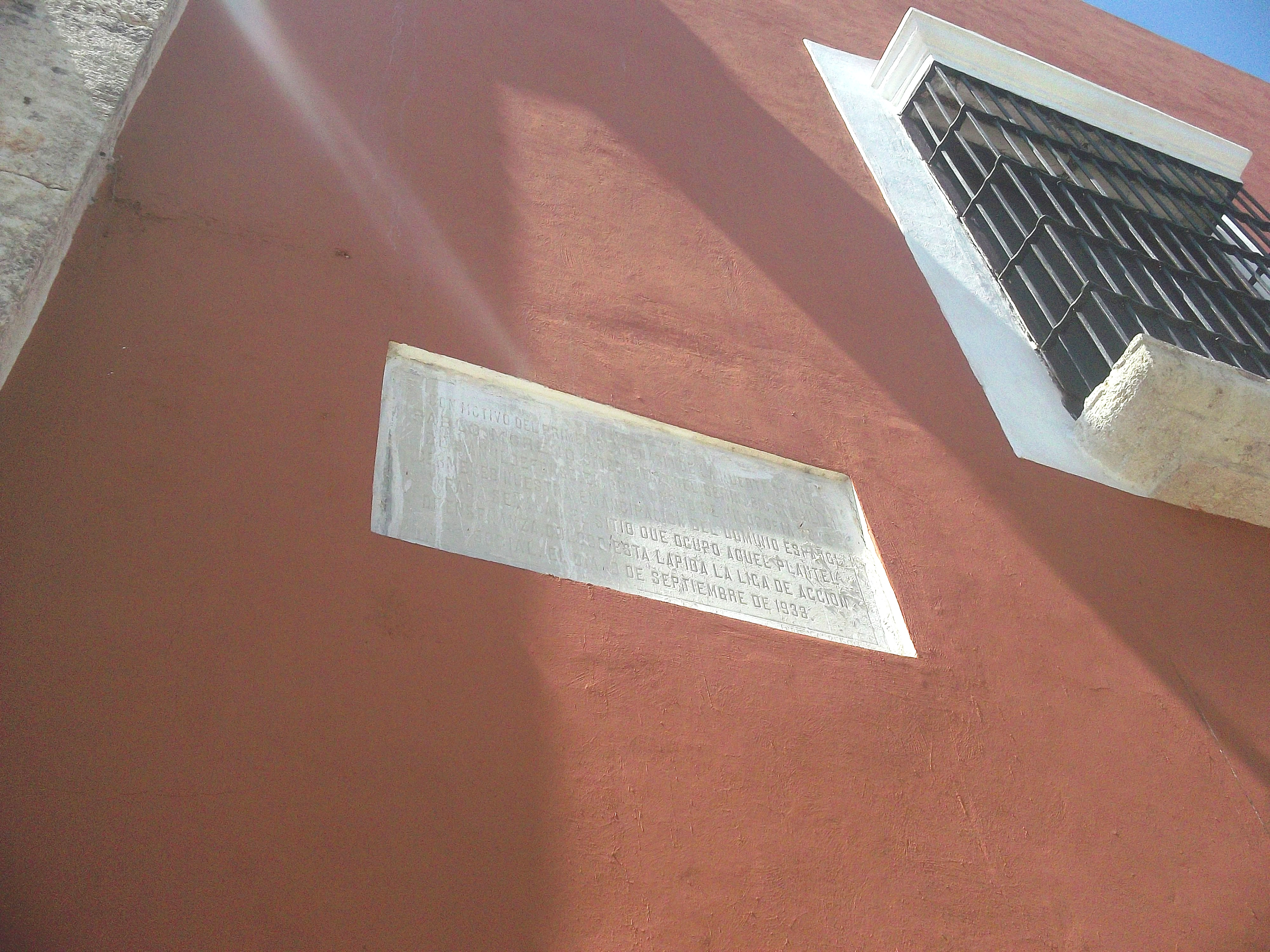
Antiguo Seminario Conciliar de Nuestra Señora del Rosario y San Ildefonso.
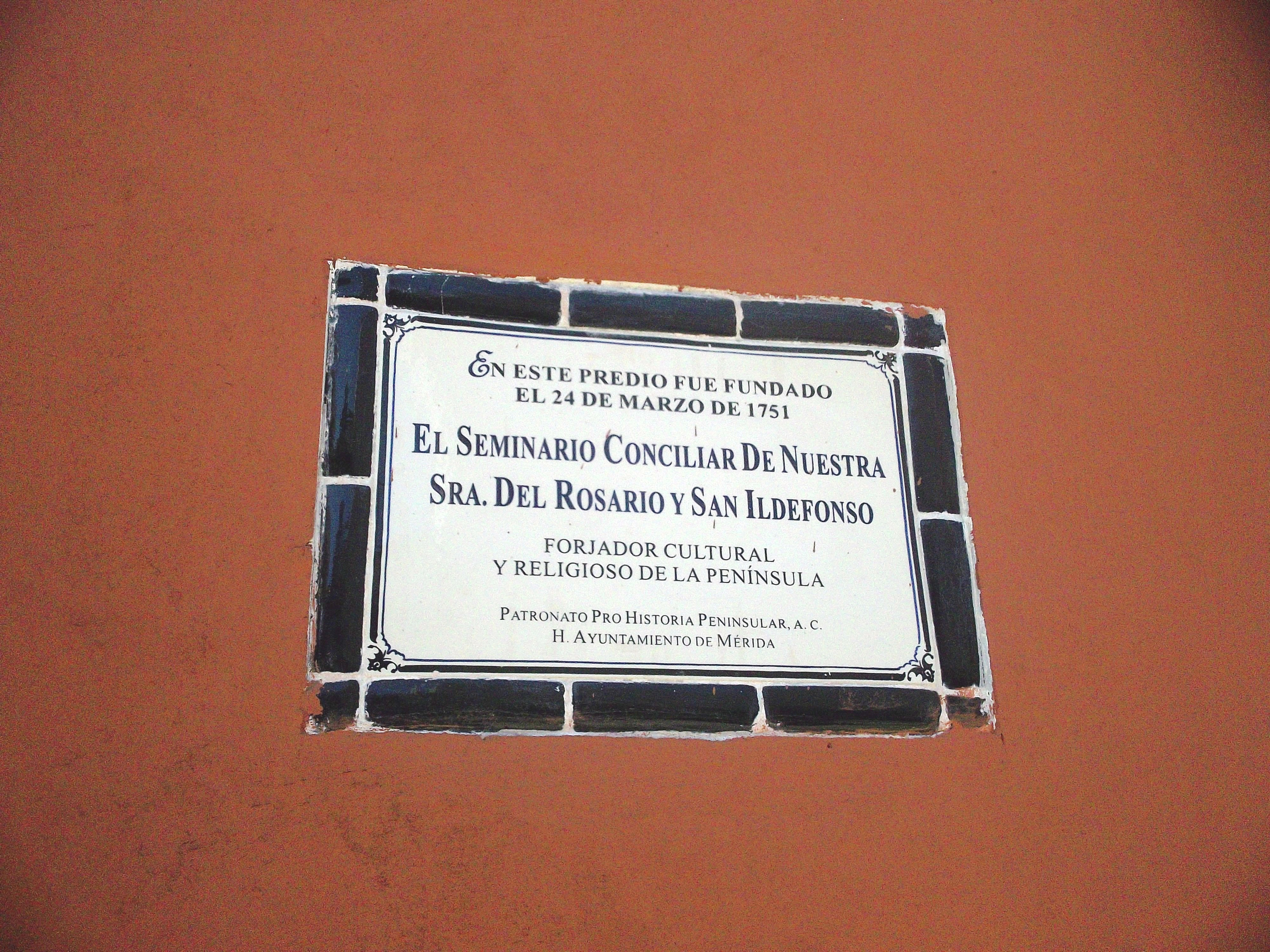
Antiguo Seminario Conciliar de Nuestra Señora del Rosario y San Ildefonso.